# アクラ
アクラ（英語: Accra [əˈkrɑː]; アカン語: Nkran）は、アフリカ西部ギニア湾に面したガーナの首都。海岸から20 kmほど内陸まで都市が広がる。

## 概要
2012年の統計によると人口は2,291,352人。ガーナ最大の都市であり、政治、経済、通信、交通の中枢である。2019年に世界的な経営コンサルティング会社A.T.カーニーが発表したグローバル都市指標によれば、政治、経済、文化の面でアクラは世界第93位の影響力を持つ都市と評価されており、アフリカ有数の世界都市である。

## 歴史

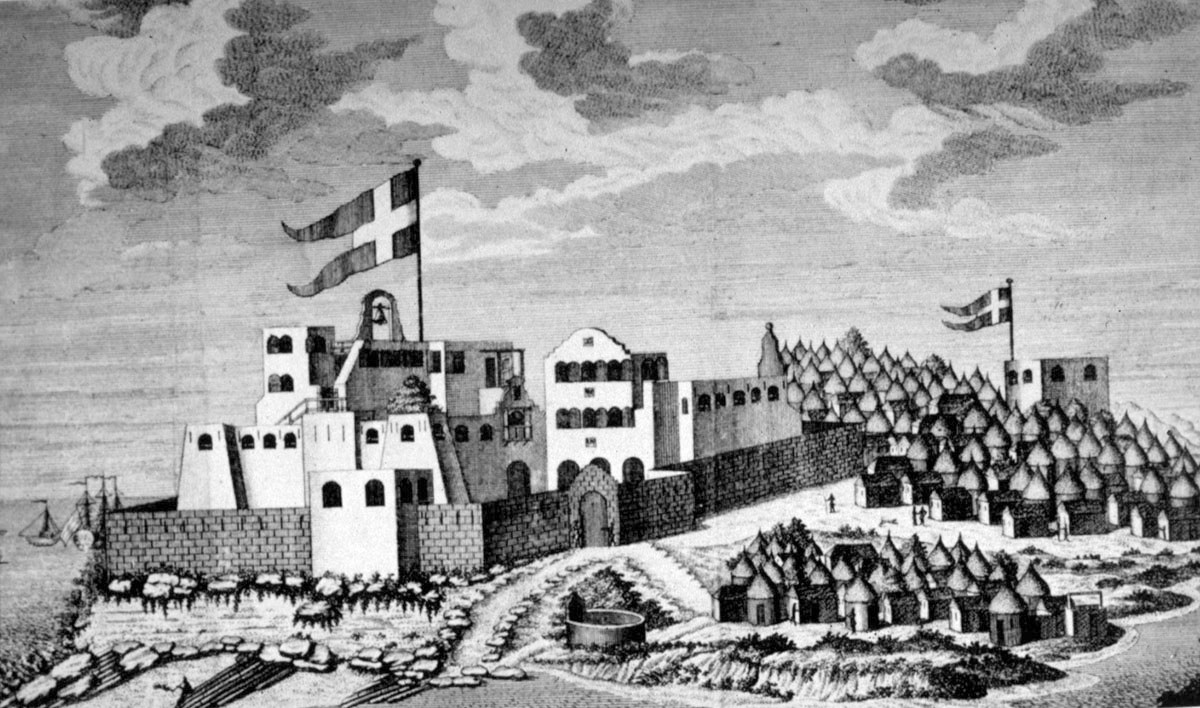
デンマークの砦、クリスチャンスボー砦（現オス城）の往時の絵画

「アクラ」とは、アカン語で「アリ（蟻）」という意味で、グンタイアリのことであるといわれている。ガー族が海から陸に上陸し、グアン（ラルテス）が海のカヌーで彼らを見たとき、それがアリのように見えたのが由来。そのためンクラン(Nkran、アリ)とよんでいたが、後にアクラと発音が訛った。ガ語ではガガと呼ぶので、彼らは自分たちのことをガ族と呼ぶようになった。またガー族の人口が増加したため、先住民であったラルテスは山岳地に移った。
アクラは元々貿易の中心地ではなかったが、15世紀にガー族がポルトガル人との貿易港として開拓し、後にポルトガル人はこの地に砦を築いて拠点とした。17世紀の末ごろにはスウェーデン、オランダ、フランス、イギリス、デンマークも利用する賑やかな街となっていた。

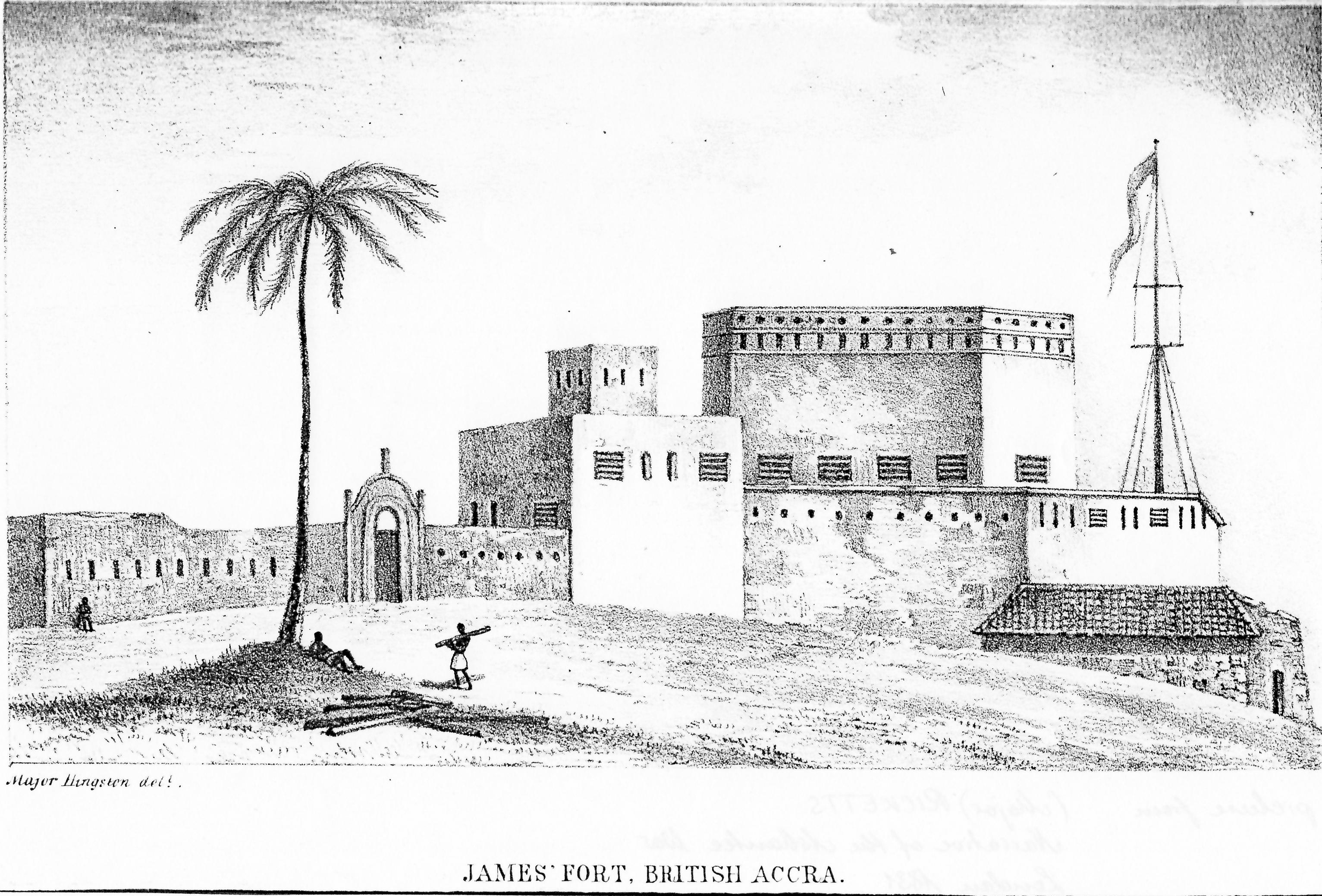
1820年に描かれたアクラ

現在のアクラはイギリスとオランダの築いた砦を中核として広がっており、それぞれジェームズタウン、ウッシャーズタウンと両国との絆を感じさせる地名として残っている。
1851年にデンマークはクリスチャンスボー砦をイギリスに売却し、この頃からイギリスのガーナでの勢力を強めていく。1871年にはオランダもイギリスに全て売却した。1873年にアシャンティ人からクマシを占領し、都市の一部を破壊した。1874年にアクラを占領、1877年に第二次イギリス・アシャンティ戦争は終結し、英領ゴールド・コーストの首都はアクラではなくケープ・コーストにおかれた。これはアクラがケープ・コーストより乾燥してたことが影響している。

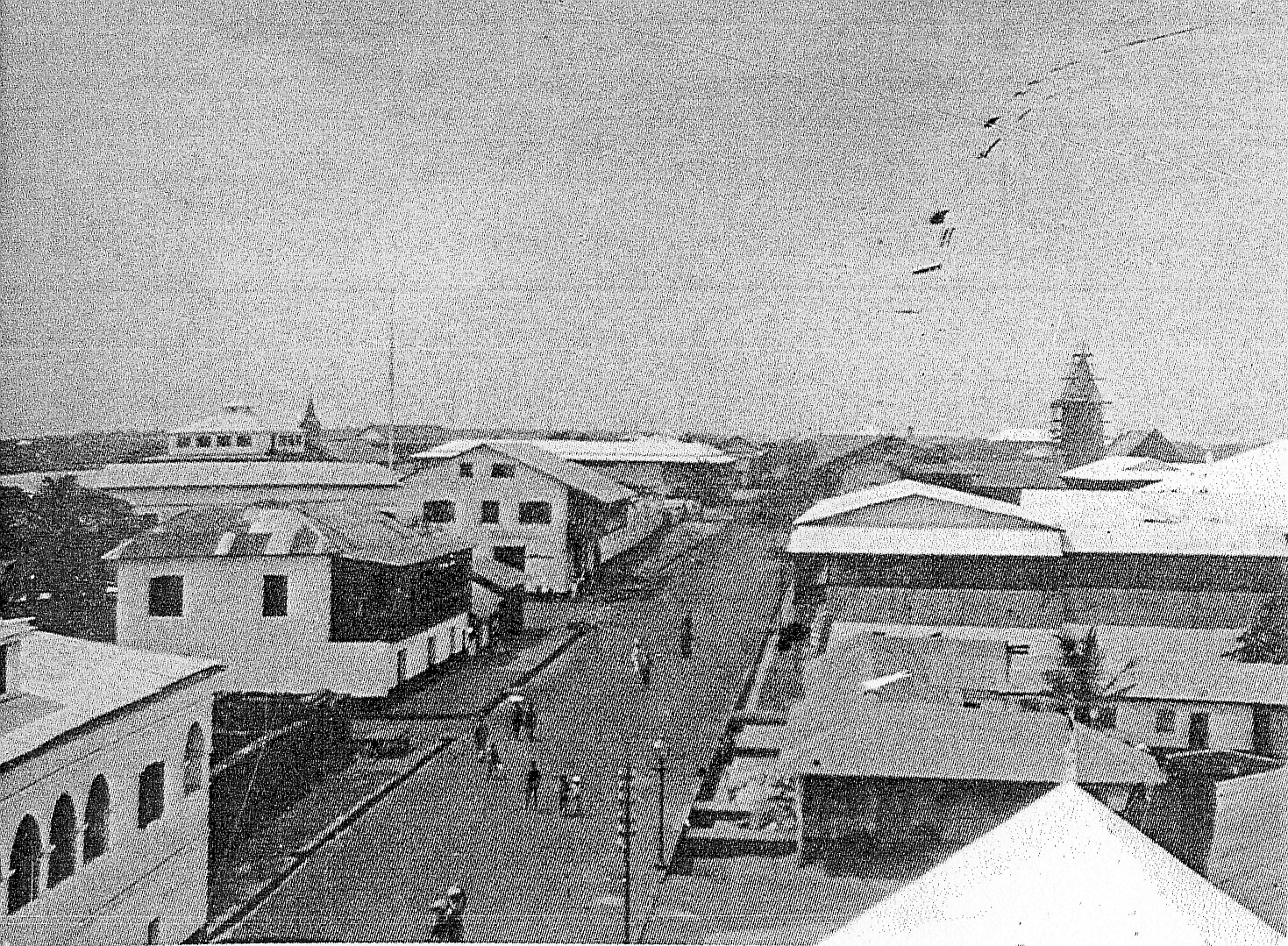
1885~1908年の間に撮影されたアクラ中心部の大通り

新しく設立されたゴールド・コーストの管理機能がアクラに移されると（1877年）、イギリスの植民地管理者とヨーロッパの入植者の流入が起こり、都市の拡大が始まった。アクラはイギリスの西アフリカ植民地の拠点となった。19世紀後半に、当時の市境の東に位置する、ヨーロッパだけの住宅街としてビクトリアボルグが形成された。1908年には市境が拡大された。これは、過密な市内中心部の混雑問題を緩和する手段としてネイティブの収容場所の作成を目的としている。こうしてアダブラカが市の北部に設立された。
市の歴史で最も影響を与えたことの一つに1923年にアクラ-クマシ間の鉄道が完成したことが挙げられる。これにより主要な港があるアクラとカカオ生産場所であるクマシが鉄道で結ばれ、1924年にはカカオはガーナ最大の輸出品となった。
1862年と1939年の地震により2度打撃を受けたが、港を中心に復興した。この頃、醸造所が建設され、街は周辺の町を吸収してさらに拡大した。港は現在は、東のテマにある。
1923年にはゴードン・グギスバーグによりコーレラグーンへ渡るための橋が建設され、ラグーンの西側に定住の為の土地が開かれた。また病院や中等学校の建設を監督し、これは地方へ住んでいた人の都市への移住や、英国のビジネスマンや移民の影響で、アクラの人口の増加へとつながった。

### 第二次世界大戦後
第二次世界大戦後、尾根やカントンメントの近隣はヨーロッパ人の為の低密度住宅地開発が計画されていたが、多くの農民移民はまだアクラではない場所に多く定住しており、この地域の開発は政府により規制されていなかったため、混雑した貧民街が形成された。
この時期に形成された地域として中央ビジネス地区（CBD）が挙げられる。多くの管理棟が通りに建設され、大規模な司法や管理施設が建設された。さらに経済成長により多くの商業ビルが建設された。

### フライ/トレバリオン計画
1944年、アクラの都市計画家であるマクスウェル・フライは市の発展計画を考案し、1958年にBDWトレバリオンとアラン・フラッドにより改訂され、これは実行されなかったがこの先アクラをどう発展すべきかという道を示した。
フライ/トレバリオン計画では、CBDの再編成と、市の沿岸部の開発が求められた。CBDの再編成のため計画担当者はアッシャーフォートの北にある狭い通りを格子状にすることを決めた。
この新しく開発されたCBDの東に、レストラン、カントリークラブ、ポロとクリケット場のための広いスペースを維持することを望んでいた。さらに、イギリスの計画立案者は、市内全体に多数の公共広場、噴水、装飾用のプールや彫像、および市内中心部に広大な国会議事堂を建設することを意図していた。最終的に保護区を作成する計画あった。
しかし1948年にアクラで暴動があり、後のガーナ独立運動に発展していく。1957年にガーナは正式に独立し、アクラはガーナの首都になった。その後クワメ・エンクルマが独立後初の首相になると独自の計画を作成したため、フライ/トレバリオン計画は叶わなかった。

### エンクルマ計画

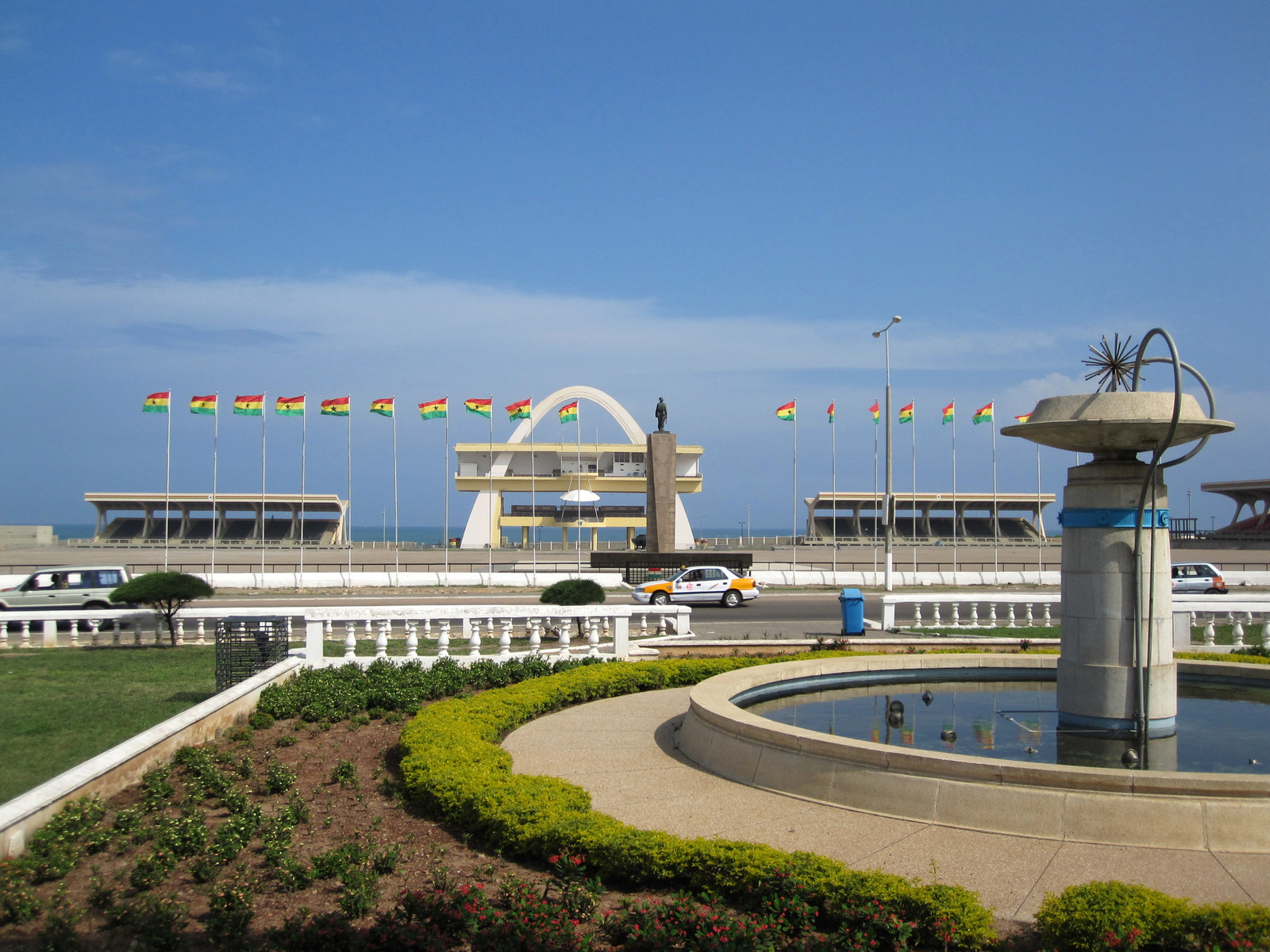
建設された独立広場、ブラックスタースクエアー

クワメ・エンクルマがフライ/トレバリオン計画の後に作成した計画。エンクルマは華冑の人たちの為の土地を確保する代わりにアフリカ中の人々にプライドとナショナリズムを鼓舞させるための場所を作ることを目指した。エンクルマは公共の広場や噴水大規模な国会議事堂を建設するのではなく、独立広場、州議会議事堂、アフリカ統一機構の建物などのランドマークを建設し、クリスチャンスボー砦の改装を決めた。
エンクルマは沿岸地域をあえて未開発のままにし、独立広場などから気をそらさないようにした。

エンクルマ計画ではフライ/トレバリオン計画より秩序を強調していなかった。イギリスの計画では商業地区の混雑を減らし、CBDに隣接する近隣の過密状態を緩和するのに役立ったが、エンクルマ計画では商業施設のCBDへの継続的な過密の緩和によりジェームスタウンへの移住者の増加を可能にした。

### 21世紀
2025年1月2日、市内の中古衣料を扱うカンタマント市場で大規模な火災が発生。数千人が避難した。

## 地理
ベニン湾（ギニア湾の一部）に面している。市内をオダウ川（Odaw River）が流れており、下流にはコール・ラグーン（Korle Lagoon）がある。アグボグブロシーという電子機器の廃棄物集積場（不法投棄）がある。

## 気候

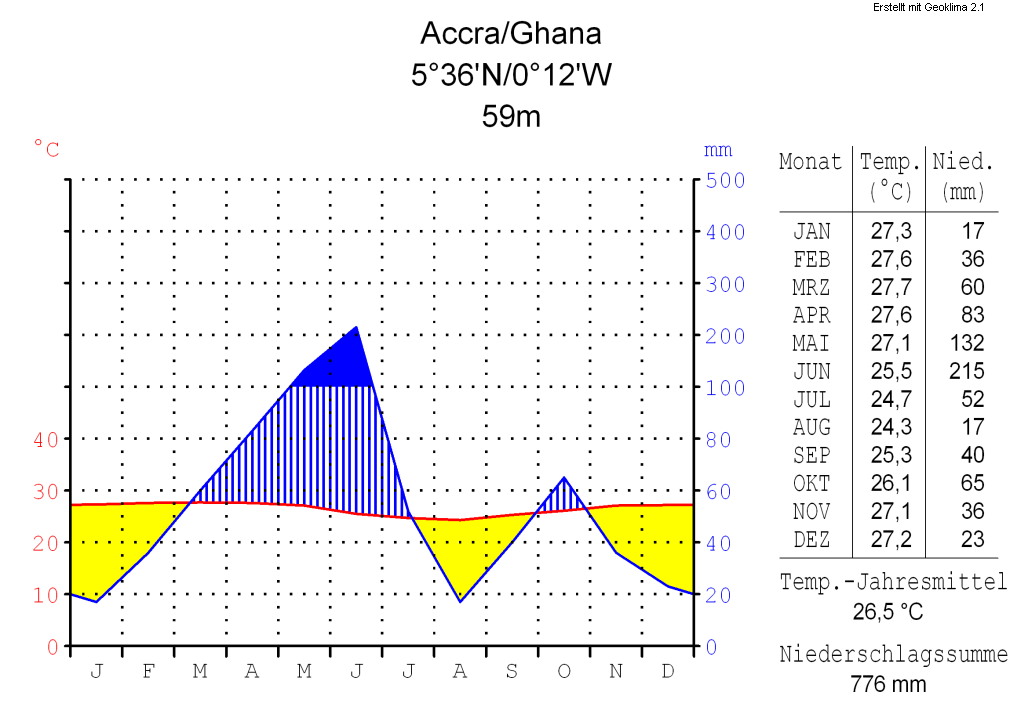
気候グラフ

ケッペンの気候区分ではサバナ気候（Aw）に属する。
| アクラ (コトカ国際空港) 1961–1990年, 極値 1936–1997年の気候                             | アクラ (コトカ国際空港) 1961–1990年, 極値 1936–1997年の気候 | アクラ (コトカ国際空港) 1961–1990年, 極値 1936–1997年の気候 | アクラ (コトカ国際空港) 1961–1990年, 極値 1936–1997年の気候 | アクラ (コトカ国際空港) 1961–1990年, 極値 1936–1997年の気候 | アクラ (コトカ国際空港) 1961–1990年, 極値 1936–1997年の気候 | アクラ (コトカ国際空港) 1961–1990年, 極値 1936–1997年の気候 | アクラ (コトカ国際空港) 1961–1990年, 極値 1936–1997年の気候 | アクラ (コトカ国際空港) 1961–1990年, 極値 1936–1997年の気候 | アクラ (コトカ国際空港) 1961–1990年, 極値 1936–1997年の気候 | アクラ (コトカ国際空港) 1961–1990年, 極値 1936–1997年の気候 | アクラ (コトカ国際空港) 1961–1990年, 極値 1936–1997年の気候 | アクラ (コトカ国際空港) 1961–1990年, 極値 1936–1997年の気候 | アクラ (コトカ国際空港) 1961–1990年, 極値 1936–1997年の気候 |
| 月                                                                                      | 1月                                                         | 2月                                                         | 3月                                                         | 4月                                                         | 5月                                                         | 6月                                                         | 7月                                                         | 8月                                                         | 9月                                                         | 10月                                                        | 11月                                                        | 12月                                                        | 年                                                          |
| --------------------------------------------------------------------------------------- | ----------------------------------------------------------- | ----------------------------------------------------------- | ----------------------------------------------------------- | ----------------------------------------------------------- | ----------------------------------------------------------- | ----------------------------------------------------------- | ----------------------------------------------------------- | ----------------------------------------------------------- | ----------------------------------------------------------- | ----------------------------------------------------------- | ----------------------------------------------------------- | ----------------------------------------------------------- | ----------------------------------------------------------- |
| 最高気温記録 °C （°F）                                                                  | 35.8 (96.4)                                                 | 37.1 (98.8)                                                 | 36.2 (97.2)                                                 | 35.0 (95)                                                   | 34.6 (94.3)                                                 | 31.5 (88.7)                                                 | 32.3 (90.1)                                                 | 32.8 (91)                                                   | 33.9 (93)                                                   | 33.6 (92.5)                                                 | 38.0 (100.4)                                                | 36.0 (96.8)                                                 | 38.0 (100.4)                                                |
| 平均最高気温 °C （°F）                                                                  | 32.1 (89.8)                                                 | 32.7 (90.9)                                                 | 32.5 (90.5)                                                 | 32.2 (90)                                                   | 31.2 (88.2)                                                 | 29.3 (84.7)                                                 | 28.5 (83.3)                                                 | 28.0 (82.4)                                                 | 29.0 (84.2)                                                 | 30.5 (86.9)                                                 | 31.6 (88.9)                                                 | 31.7 (89.1)                                                 | 30.8 (87.4)                                                 |
| 日平均気温 °C （°F）                                                                    | 27.3 (81.1)                                                 | 27.7 (81.9)                                                 | 27.7 (81.9)                                                 | 27.7 (81.9)                                                 | 27.2 (81)                                                   | 25.6 (78.1)                                                 | 24.4 (75.9)                                                 | 24.3 (75.7)                                                 | 25.2 (77.4)                                                 | 26.0 (78.8)                                                 | 27.0 (80.6)                                                 | 27.2 (81)                                                   | 26.4 (79.5)                                                 |
| 平均最低気温 °C （°F）                                                                  | 23.4 (74.1)                                                 | 24.1 (75.4)                                                 | 24.1 (75.4)                                                 | 24.2 (75.6)                                                 | 23.9 (75)                                                   | 23.1 (73.6)                                                 | 22.5 (72.5)                                                 | 22.2 (72)                                                   | 22.4 (72.3)                                                 | 23.9 (75)                                                   | 23.5 (74.3)                                                 | 23.4 (74.1)                                                 | 23.4 (74.1)                                                 |
| 最低気温記録 °C （°F）                                                                  | 15.0 (59)                                                   | 16.7 (62.1)                                                 | 18.9 (66)                                                   | 19.4 (66.9)                                                 | 18.6 (65.5)                                                 | 17.8 (64)                                                   | 17.8 (64)                                                   | 17.2 (63)                                                   | 18.3 (64.9)                                                 | 19.4 (66.9)                                                 | 17.8 (64)                                                   | 16.7 (62.1)                                                 | 15.0 (59)                                                   |
| 降水量 mm （inch）                                                                      | 10.9 (0.429)                                                | 21.8 (0.858)                                                | 57.1 (2.248)                                                | 96.8 (3.811)                                                | 131.2 (5.165)                                               | 221.0 (8.701)                                               | 66.0 (2.598)                                                | 28.0 (1.102)                                                | 67.8 (2.669)                                                | 62.4 (2.457)                                                | 27.7 (1.091)                                                | 16.1 (0.634)                                                | 806.8 (31.764)                                              |
| 平均降水日数                                                                            | 1                                                           | 2                                                           | 5                                                           | 6                                                           | 10                                                          | 15                                                          | 9                                                           | 7                                                           | 8                                                           | 7                                                           | 3                                                           | 2                                                           | 75                                                          |
| % 湿度                                                                                  | 77                                                          | 78                                                          | 79                                                          | 80                                                          | 81                                                          | 85                                                          | 84                                                          | 83                                                          | 81                                                          | 82                                                          | 80                                                          | 80                                                          | 81                                                          |
| 平均月間日照時間                                                                        | 210.8                                                       | 206.2                                                       | 213.9                                                       | 219.0                                                       | 210.8                                                       | 141.0                                                       | 145.7                                                       | 155.0                                                       | 171.0                                                       | 226.3                                                       | 237.0                                                       | 241.8                                                       | 2,378.5                                                     |
| 平均日照時間                                                                            | 6.8                                                         | 7.3                                                         | 6.9                                                         | 7.3                                                         | 6.8                                                         | 4.7                                                         | 4.7                                                         | 5.0                                                         | 5.7                                                         | 7.3                                                         | 7.9                                                         | 7.8                                                         | 6.5                                                         |
| 出典1：World Meteorological Organization (average high, low and precipitation)          |                                                             |                                                             |                                                             |                                                             |                                                             |                                                             |                                                             |                                                             |                                                             |                                                             |                                                             |                                                             |                                                             |
| 出典2：ドイツ気象局 (extremes, humidity 1952–1967, mean temperature 1941–1994, and sun) |                                                             |                                                             |                                                             |                                                             |                                                             |                                                             |                                                             |                                                             |                                                             |                                                             |                                                             |                                                             |                                                             |

## 行政区画
アクラは10地区で構成される。
1. アクラ都市圏
2. ラ・デード・コトポン市
3. レヅォクク市
4. クロウアー市
5. 北オカイクウェイ市
6. 北アブレクマ市
7. 西アブレクマ市
8. 東アヤワソ市
9. 北アヤワソ市
10. 西アヤワソ市

## 経済
主な産業は食品加工、木材加工、紡績、被服、化学などである。

## 交通

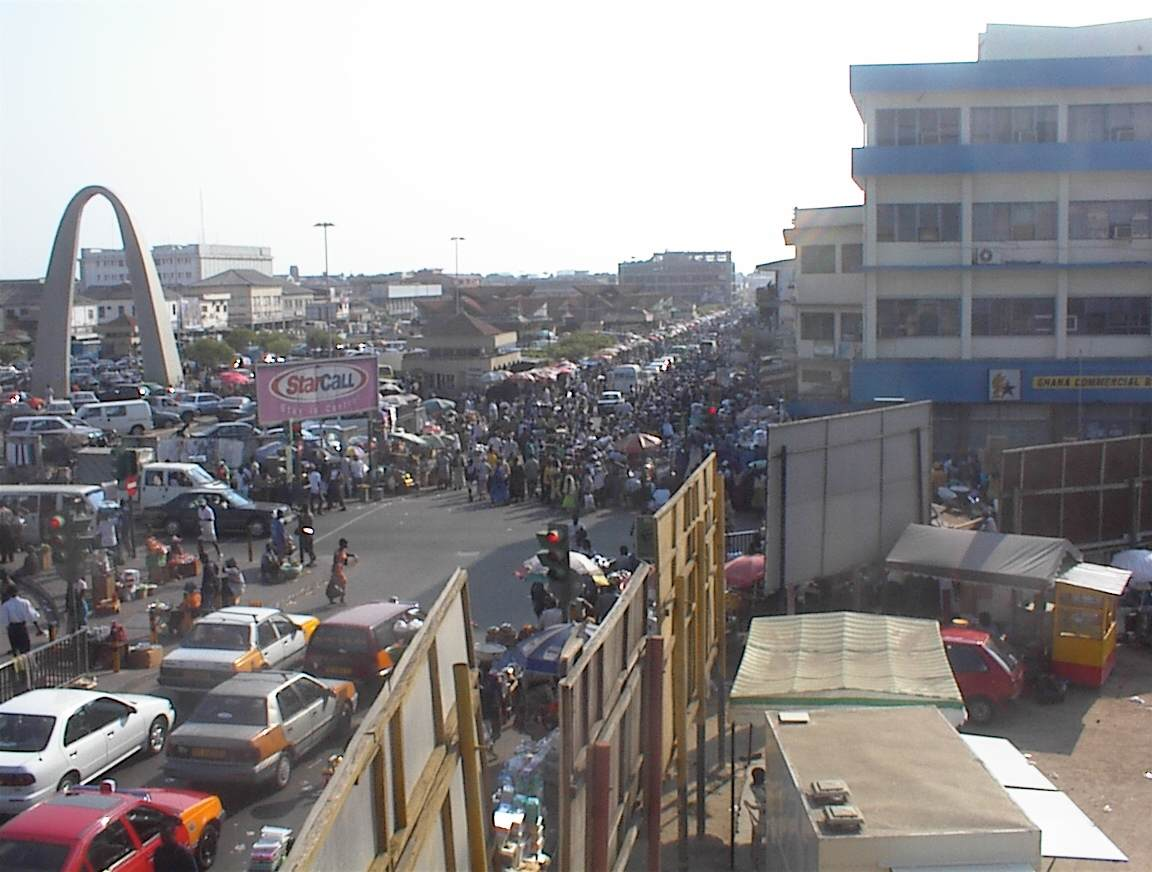
ダウンタウンの風景

### 空港
港が1960年代にテマに移転したため、コトカ国際空港がアクラの主要な海外への窓口である。

### 鉄道
テマ、タコラディ、クマシなどへの鉄道がアクラから延びている。

### 市内交通
地下鉄などといった大量輸送機関はなく、主にトロトロと呼ばれるミニバスやタクシーが市内の交通を担っている。

## 教育

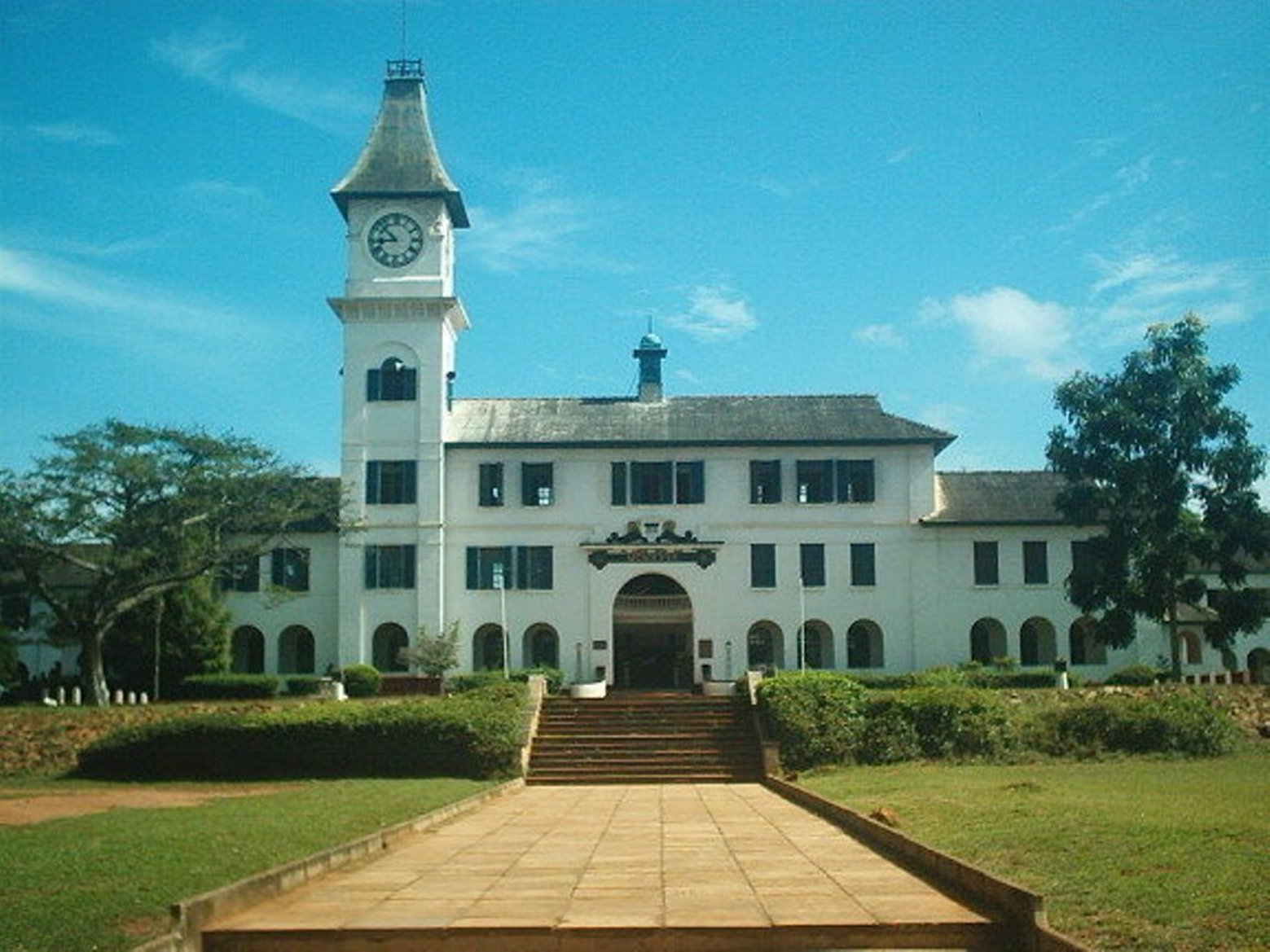
アチモタ学校

アクラの郊外には初代大統領のクワメ・エンクルマや著名な政治家の1人、ジェリー・ローリングスなどを輩出した国内で最も有名な中等教育機関、アキモタ学校があり、13km北のレゴンにはガーナ大学がある。

## 施設
アクラは、数多くの施設を抱えている。ガーナ国立博物館、ガーナ芸術科学アカデミー、中央図書館などの教育施設があるほか、ガーナ国立劇場、灯台、17世紀にデンマーク人が建設したクリスチャンボーグ城（現在のオス城）など歴史的な建造物も数多く存在している。

## スポーツ
アクラは2024年3月に2023年アフリカ競技大会が開催予定である

### サッカー
アクラをホームとするサッカークラブがある。
- アクラ・ハーツ・オブ・オーク

## 友好都市
- シカゴ（アメリカ合衆国）
- ワシントンD.C.（アメリカ合衆国）

## 著名な出身人物
- ジェリー・ローリングス （ガーナ第4共和政大統領・第8代、第10代国家元首）
- チャールズ・クミ・ジャムフィ （サッカー指導者）
- マルセル・デサイー （サッカー選手）
- スティーヴン・アッピアー （サッカー選手）
- サミュエル・クフォー （サッカー選手）
- アサモア・ギャン （サッカー選手）
- ドミニク・アディアー （サッカー選手）
- マイケル・エッシェン （サッカー選手）
- アレクサンデル・テッテイ（ノルウェー代表サッカー選手）